# Рыльский район
Ры́льский район — административно-территориальная единица (район) и муниципальное образование (муниципальный район) на западе Курской области России.
Административный центр — город Рыльск.

## География
Площадь 1505,02 км². Район граничит с Хомутовским, Льговским, Кореневским, Глушковским районами Курской области, а также с Сумской областью Украины.
Основные реки — Сейм (протяжённость по территории района 83 км), Обеста (52 км), Амонька (35 км), Рыло (21 км), Клевень (42 км), Каменка (14 км), Крупка (10 км).

## История
Район образован 30 июля 1928 года из части упразднённого Рыльского уезда (включая присоединённую в 1924 году Крупецкую волость Путивльского уезда). Первоначально входил в состав Льговского округа Центрально-Чернозёмной области. В 1930 году округа были упразднены, район перешёл в непосредственное подчинение Центрально-Чернозёмной области. В 1934 году вошёл в состав новообразованной Курской области. В 1935—1963 годах из состава Рыльского района был временно выделен самостоятельный Крупецкий район.
В ходе вторжения России в Украину в связи с боевыми действиями в Курской области 9 августа 2024 года была объявлена эвакуация населения.

## Население
| 2002    | 2004    | 2005    | 2007    | 2009    | 2010    | 2011    | 2012    | 2013    |
| ------- | ------- | ------- | ------- | ------- | ------- | ------- | ------- | ------- |
| 40 714  | ↘40 100 | ↘39 486 | ↘37 708 | ↘37 633 | ↘33 158 | ↘33 076 | ↘32 767 | ↘32 605 |
| 2014    | 2015    | 2016    | 2017    | 2018    | 2019    | 2020    | 2021    |         |
| ↘32 293 | ↘31 975 | ↘31 693 | ↘31 609 | ↘31 184 | ↘30 751 | ↘30 578 | ↘29 859 |         |

### Урбанизация
Городское население (город Рыльск) составляет 49,71 % от населения района.

### Национальный состав
По итогам переписи населения 2020 года проживали следующие национальности (национальности менее 0,1 % и другое, см. в сноске к строке «Другие»):
| Национальность | Численность, чел. | Доля     |
| -------------- | ----------------- | -------- |
| Русские        | 27 860            | 93,31 %  |
| Украинцы       | 309               | 1,03 %   |
| Армяне         | 73                | 0,24 %   |
| Таджики        | 56                | 0,19 %   |
| Азербайджанцы  | 34                | 0,11 %   |
| Молдаване      | 33                | 0,11 %   |
| Другие         | 1494              | 5,01 %   |
| Итого          | 29 859            | 100,00 % |

## Административное деление
Рыльский район как административно-территориальная единица включает 27 сельсоветов и один город.
В рамках организации местного самоуправления в муниципальный район входят 15 муниципальных образований, в том числе 1 городское и 14 сельских поселений:
| №        | Муниципальное образование | Административный центр    | Количество населённых пунктов | Население (чел.) | Площадь (км²) |
| -------- | ------------------------- | ------------------------- | ----------------------------- | ---------------- | ------------- |
| 1e-06    | Городские поселения:      |                           |                               |                  |               |
| 1        | город Рыльск              | город Рыльск              | 1                             | ↘15 069          | 16,26         |
| 1.000002 | Сельские поселения:       |                           |                               |                  |               |
| 2        | Березниковский сельсовет  | село Березники            | 18                            | ↗835             | 169,90        |
| 3        | Дуровский сельсовет       | село Дурово               | 12                            | ↘378             | 125,54        |
| 4        | Ивановский сельсовет      | село Ивановское           | 9                             | ↗3900            | 171,71        |
| 5        | Козинский сельсовет       | село Козино               | 7                             | ↘821             | 79,23         |
| 6        | Крупецкий сельсовет       | село Крупец               | 15                            | ↗1666            | 111,24        |
| 7        | Малогнеушевский сельсовет | деревня Малогнеушево      | 4                             | ↗1599            | 44,00         |
| 8        | Михайловский сельсовет    | село Михайловка           | 3                             | ↘371             | 48,24         |
| 9        | Некрасовский сельсовет    | деревня Некрасово         | 16                            | ↗1064            | 175,80        |
| 10       | Нехаевский сельсовет      | село Нехаевка             | 3                             | ↗560             | 65,43         |
| 11       | Никольниковский сельсовет | село Макеево              | 21                            | ↗1009            | 179,26        |
| 12       | Октябрьский сельсовет     | село Степановка           | 3                             | ↗753             | 54,80         |
| 13       | Пригородненский сельсовет | село Пригородняя Слободка | 6                             | ↘845             | 50,85         |
| 14       | Студенокский сельсовет    | село Студенок             | 10                            | ↘621             | 154,71        |
| 15       | Щекинский сельсовет       | село Щекино               | 4                             | ↗368             | 58,05         |

В ходе муниципальной реформы 2006 года в составе новообразованного муниципального района законом Курской области от 21 октября 2004 года были созданы 28 муниципальных образований, в том числе одно городское поселение (в рамках города) и 27 сельских поселений в границах сельсоветов.
Законом Курской области от 26 апреля 2010 года был упразднён ряд сельских поселений: Локотский сельсовет (включён в Козинский сельсовет); Поповкинский сельсовет, Большегнеушевский сельсовет и Горелуховский сельсовет (включены в Никольниковский сельсовет); Костровский сельсовет и Капыстичанский сельсовет (включены в Березниковский сельсовет); Артюшковский сельсовет и Большенизовцевский сельсовет (включены в Некрасовский сельсовет); Акимовский сельсовет и Александровский сельсовет (включены в Студенокский сельсовет); Новоивановский сельсовет (включён в Крупецкий сельсовет). Соответствующие сельсоветы как административно-территориальные единицы упразднены не были.
Законом Курской области № № 76-ЗКО от 07 ноября 2017 года были упразднёны Бобровский сельсовет и Ломакинский сельсовет, их территории отошли к Дуровскому сельсовету.

## Населённые пункты
В Рыльском районе 132 населённых пункта, в том числе один город и 131 сельский населённый пункт.
| №   | Населённый пункт     | Тип             | Население | Муниципальное образование |
| --- | -------------------- | --------------- | --------- | ------------------------- |
| 1   | Агарково             | деревня         | ↘10       | Березниковский сельсовет  |
| 2   | Акимовка             | село            | ↘204      | Студенокский сельсовет    |
| 3   | Александровка        | хутор           | ↘146      | Студенокский сельсовет    |
| 4   | Анатольевка          | деревня         | ↘154      | Студенокский сельсовет    |
| 5   | Арсенов              | хутор           | ↗1        | Некрасовский сельсовет    |
| 6   | Артюшково            | село            | ↘81       | Некрасовский сельсовет    |
| 7   | Асмолово             | село            | ↘57       | Березниковский сельсовет  |
| 8   | Барамыково           | село            | ↘20       | Дуровский сельсовет       |
| 9   | Барашек              | посёлок         | ↘90       | Ивановский сельсовет      |
| 10  | Бегоща               | село            | ↘218      | Нехаевский сельсовет      |
| 11  | Березники            | село            | ↘121      | Березниковский сельсовет  |
| 12  | Боблов               | хутор           | →0        | Березниковский сельсовет  |
| 13  | Боброво              | село            | ↗47       | Дуровский сельсовет       |
| 14  | Большегнеушево       | село            | ↘301      | Никольниковский сельсовет |
| 15  | Большенизовцево      | село            | ↘200      | Некрасовский сельсовет    |
| 16  | Бырдин               | хутор           | ↘6        | Никольниковский сельсовет |
| 17  | Валетовка            | деревня         | ↘71       | Крупецкий сельсовет       |
| 18  | Велье                | посёлок         | ↘11       | Ивановский сельсовет      |
| 19  | Верхнее Лухтоново    | деревня         | ↘14       | Дуровский сельсовет       |
| 20  | Верхняя Воегоща      | деревня         | ↘24       | Никольниковский сельсовет |
| 21  | Верхняя Матвеевка    | деревня         | ↘3        | Никольниковский сельсовет |
| 22  | Викторовка           | деревня         | ↘130      | Михайловский сельсовет    |
| 23  | Висколь              | деревня         | ↘11       | Березниковский сельсовет  |
| 24  | Волобуево            | село            | ↘29       | Некрасовский сельсовет    |
| 25  | Волынка              | посёлок         | ↘6        | Пригородненский сельсовет |
| 26  | Воронок              | деревня         | ↘221      | Крупецкий сельсовет       |
| 27  | Высторонь            | деревня         | ↘57       | Березниковский сельсовет  |
| 28  | Гниловка             | деревня         | ↘103      | Студенокский сельсовет    |
| 29  | Горелухово           | деревня         | ↘4        | Никольниковский сельсовет |
| 30  | Городище             | деревня         | ↘155      | Козинский сельсовет       |
| 31  | Городище             | хутор           | ↘2        | Никольниковский сельсовет |
| 32  | Дугино               | село            | ↘79       | Щекинский сельсовет       |
| 33  | Дурово               | село            | ↘141      | Дуровский сельсовет       |
| 34  | Жговеть              | деревня         | ↘8        | Никольниковский сельсовет |
| 35  | Жилино               | деревня         | ↘11       | Березниковский сельсовет  |
| 36  | Журятино             | деревня         | ↘22       | Березниковский сельсовет  |
| 37  | Заря                 | посёлок         | ↘0        | Никольниковский сельсовет |
| 38  | Звягин               | хутор           | ↘254      | Пригородненский сельсовет |
| 39  | Зеленино             | посёлок         | ↘37       | Ивановский сельсовет      |
| 40  | Зеленинский          | посёлок         | ↗18       | Ивановский сельсовет      |
| 41  | Зелёный Гай          | посёлок         | ↘190      | Ивановский сельсовет      |
| 42  | Золотаревка          | деревня         | ↘50       | Крупецкий сельсовет       |
| 43  | Ивановское           | село            | ↘1923     | Ивановский сельсовет      |
| 44  | Игнатьево            | деревня         | ↘11       | Березниковский сельсовет  |
| 45  | Износково            | деревня         | ↘340      | Малогнеушевский сельсовет |
| 46  | имени Куйбышева      | посёлок         | ↘894      | Малогнеушевский сельсовет |
| 47  | Ишутино              | деревня         | ↘85       | Некрасовский сельсовет    |
| 48  | Казачья Каменка      | деревня         | ↘20       | Дуровский сельсовет       |
| 49  | Капыстичи            | село            | ↘211      | Березниковский сельсовет  |
| 50  | Карьково-Каменка     | деревня         | ↘35       | Щекинский сельсовет       |
| 51  | Качанов              | хутор           | ↘9        | Крупецкий сельсовет       |
| 52  | Киреево              | деревня         | ↘35       | Никольниковский сельсовет |
| 53  | Кленная              | деревня         | ↘33       | Березниковский сельсовет  |
| 54  | Козино               | село            | ↘484      | Козинский сельсовет       |
| 55  | Кольтичеево          | деревня         | ↘32       | Березниковский сельсовет  |
| 56  | Конопляновка         | деревня         | ↘4        | Березниковский сельсовет  |
| 57  | Коренское            | село            | ↘71       | Щекинский сельсовет       |
| 58  | Кострова             | село            | ↘148      | Березниковский сельсовет  |
| 59  | Красная Зорька       | хутор           | →0        | Крупецкий сельсовет       |
| 60  | Красный Пахарь       | хутор           | ↘37       | Крупецкий сельсовет       |
| 61  | Красный Передовик    | хутор           | ↘0        | Козинский сельсовет       |
| 62  | Крупец               | посёлок станции | ↘97       | Крупецкий сельсовет       |
| 63  | Крупец               | село            | ↘302      | Крупецкий сельсовет       |
| 64  | Кукарековка          | деревня         | ↘86       | Крупецкий сельсовет       |
| 65  | Кукарековка          | деревня         | ↘16       | Малогнеушевский сельсовет |
| 66  | Кулемзино            | село            | ↘8        | Студенокский сельсовет    |
| 67  | Кулига               | деревня         | ↘123      | Дуровский сельсовет       |
| 68  | Локоть               | село            | ↘380      | Козинский сельсовет       |
| 69  | Ломакино             | село            | ↘12       | Дуровский сельсовет       |
| 70  | Луговка              | деревня         | ↘3        | Некрасовский сельсовет    |
| 71  | Мазеповка            | село            | ↘78       | Октябрьский сельсовет     |
| 72  | Макеево              | село            | ↘248      | Никольниковский сельсовет |
| 73  | Малаховка            | деревня         | ↘6        | Никольниковский сельсовет |
| 74  | Малогнеушево         | деревня         | ↘544      | Малогнеушевский сельсовет |
| 75  | Малонизовцево        | деревня         | ↘53       | Некрасовский сельсовет    |
| 76  | Марьино              | посёлок         | ↘1747     | Ивановский сельсовет      |
| 77  | Матохино             | деревня         | ↘20       | Дуровский сельсовет       |
| 78  | Михайловка           | село            | ↘256      | Михайловский сельсовет    |
| 79  | Могилевка            | деревня         | ↘38       | Березниковский сельсовет  |
| 80  | Моршнево             | деревня         | ↘2        | Некрасовский сельсовет    |
| 81  | Мухин Пруд           | посёлок         | ↘14       | Ивановский сельсовет      |
| 82  | Некрасово            | деревня         | ↘239      | Некрасовский сельсовет    |
| 83  | Нехаевка             | село            | ↘328      | Нехаевский сельсовет      |
| 84  | Нижняя Воегоща       | деревня         | ↘7        | Никольниковский сельсовет |
| 85  | Нижняя Матвеевка     | деревня         | ↘3        | Никольниковский сельсовет |
| 86  | Нижняя Мельница      | хутор           | ↘25       | Студенокский сельсовет    |
| 87  | Никольниково         | село            | ↘37       | Никольниковский сельсовет |
| 88  | Новая Николаевка     | деревня         | ↘98       | Нехаевский сельсовет      |
| 89  | Новоивановка         | деревня         | ↘231      | Крупецкий сельсовет       |
| 90  | Обеста               | деревня         | ↘230      | Крупецкий сельсовет       |
| 91  | Октябрьское          | село            | ↘284      | Октябрьский сельсовет     |
| 92  | Павловка             | деревня         | ↘8        | Дуровский сельсовет       |
| 93  | Парменовка           | деревня         | ↘80       | Студенокский сельсовет    |
| 94  | Первомайский         | посёлок         | ↘6        | Дуровский сельсовет       |
| 95  | Перецелуево          | деревня         | ↘7        | Дуровский сельсовет       |
| 96  | Плесы                | посёлок         | ↘8        | Никольниковский сельсовет |
| 97  | Покровское           | деревня         | ↘1        | Никольниковский сельсовет |
| 98  | Поповка              | деревня         | ↘8        | Некрасовский сельсовет    |
| 99  | Поповка              | село            | ↘275      | Никольниковский сельсовет |
| 100 | Пригородняя Слободка | село            | ↘422      | Пригородненский сельсовет |
| 101 | Реза                 | хутор           | ↘31       | Козинский сельсовет       |
| 102 | Романово             | деревня         | ↘35       | Некрасовский сельсовет    |
| 103 | Рубежов              | хутор           | ↘4        | Козинский сельсовет       |
| 104 | Рыжевка              | деревня         | ↘350      | Крупецкий сельсовет       |
| 105 | Рыльск               | город           | ↘14 843   | город Рыльск              |
| 106 | Садки                | деревня         | →0        | Пригородненский сельсовет |
| 107 | Садовый              | посёлок         | ↘2        | Никольниковский сельсовет |
| 108 | Свобода              | деревня         | ↘130      | Дуровский сельсовет       |
| 109 | Сембаза              | посёлок         | ↘95       | Крупецкий сельсовет       |
| 110 | Семеново             | деревня         | ↘321      | Некрасовский сельсовет    |
| 111 | Слободка             | деревня         | ↘49       | Некрасовский сельсовет    |
| 112 | Слободка-Ивановка    | деревня         | ↘58       | Студенокский сельсовет    |
| 113 | Сонино               | деревня         | ↘30       | Никольниковский сельсовет |
| 114 | Старая Николаевка    | деревня         | ↘7        | Студенокский сельсовет    |
| 115 | Степановка           | село            | ↘328      | Октябрьский сельсовет     |
| 116 | Стропицы             | деревня         | ↘143      | Березниковский сельсовет  |
| 117 | Студенок             | село            | ↘175      | Студенокский сельсовет    |
| 118 | Сухая                | деревня         | ↘245      | Некрасовский сельсовет    |
| 119 | Тереховка            | деревня         | ↘141      | Крупецкий сельсовет       |
| 120 | Тимохино             | деревня         | ↘22       | Некрасовский сельсовет    |
| 121 | Титов                | хутор           | ↘11       | Козинский сельсовет       |
| 122 | Трошино              | деревня         | ↘1        | Пригородненский сельсовет |
| 123 | Труфановка           | деревня         | ↘93       | Крупецкий сельсовет       |
| 124 | Тураево              | деревня         | ↘6        | Березниковский сельсовет  |
| 125 | Успешное             | деревня         | ↘95       | Михайловский сельсовет    |
| 126 | Учительский          | посёлок         | ↘391      | Ивановский сельсовет      |
| 127 | Фонов                | хутор           | ↗222      | Пригородненский сельсовет |
| 128 | Шапошниково          | деревня         | ↘19       | Некрасовский сельсовет    |
| 129 | Шустовка             | деревня         | ↘12       | Березниковский сельсовет  |
| 130 | Щекино               | село            | ↘246      | Щекинский сельсовет       |
| 131 | 1-е Яньково          | деревня         | ↘196      | Никольниковский сельсовет |
| 132 | 2-е Яньково          | деревня         | ↘20       | Никольниковский сельсовет |

## Транспорт
Через район проходит трасса «Воронеж—Киев» (через село Ивановское, Рыльск, Крупец, Новоивановка, Козино и др.)
Имеются железнодорожные ветки. Ответвление на Рыльск от станции Коренево железнодорожной линии «Ворожба — Льгов», а также участок линии «Хутор-Михайловский — Ворожба» со станциями Локоть и Крупец.

## Культура
Район-побратим Рыльского района — Глуховский район Сумской области, Украина.

## Пресса
На территории Рыльского района выходят 4 газеты. Районная газета «Районные будни» (учредитель Комитет информации и печати Курской области) — издаётся с ноября 1918 года. Вторая районная газета — «Рыльские вести» — учреждена частным лицом в феврале 2010 года. Газета «Рыльск» — официальный орган печати Администрации города Рыльска. Рекламно-информационная газета «СЕЙМ-ИНФО».

## Достопримечательности

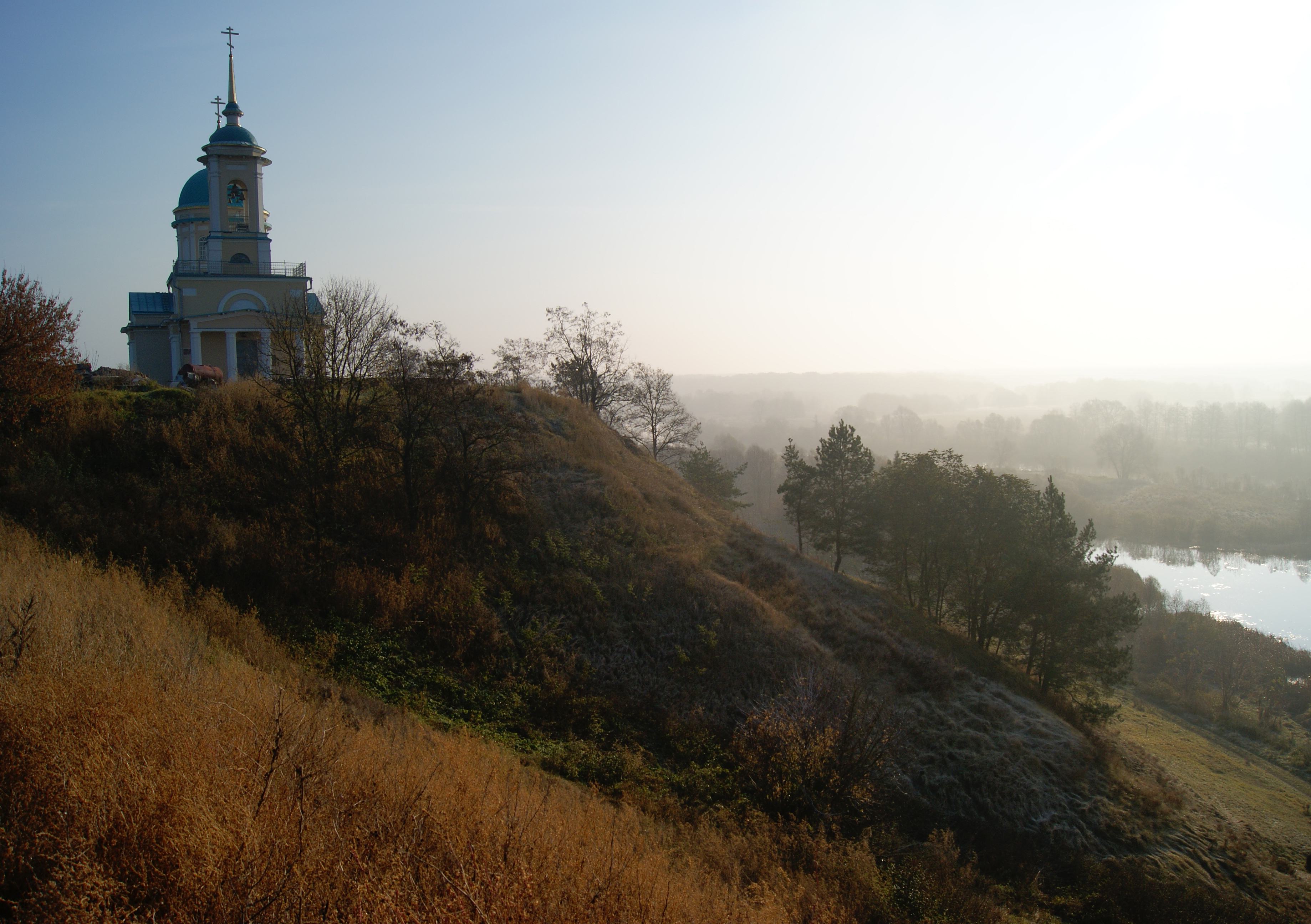
Церковь и городище в селе Капыстичи

- В Рыльске — Рыльский районный краеведческий музей, в селе Крупец — краеведческий музей и церковь Покрова Божией Матери (1837 год), в селе Ивановское архитектурно-парковый ансамбль «Марьино» (1811—1814 гг.), в селе Кострова — церковь иконы Божией Матери Владимирской (1781 год), в селе Козино — церковь Георгия Победоносца (1844 год), в селе Бегоща — церковь иконы Божией Матери Знамение (1859 год)[31]. В селе Ивановское сохранились Палаты гетмана Мазепы — памятник архитектуры ХVІІІ столетия.
- В центральной части села Капыстичи на высоком мысу правого берега реки Сейм находится городище[32].

## Люди, связанные с районом
- Дважды Герой Социалистического Труда — Фёдор Павлович Максимов[33], уроженец села Большенизовцево, до 1970 года председатель колхоза «Красный Октябрь», делегат двух съездов КПСС, Депутат Верховного Совета СССР и Верховного Совета РСФСР.
- Бессонов Всеволод Борисович — Герой Советского Союза, командир атомной подводной лодки, уроженец села Ивановское.
- Плотников Павел Михайлович — Герой Советского Союза, участник Великой Отечественной войны, командир 1260-го стрелкового полка 380-й стрелковой дивизии, генерал-лейтенант, уроженец хутора Арсенов (Некрасовский сельсовет).